# Chico d'Ângelo
Francisco José D'Ângelo Pinto (Campos dos Goytacazes, 11 de fevereiro de 1953) é um médico, professor, sindicalista e político brasileiro filiado ao Partido Democrático Trabalhista (PDT). Foi secretário de Saúde em Niterói e deputado federal por quatro mandatos.

## Biografia
Após ter sido secretário de saúde em Niterói, em 2006 foi eleito deputado federal pelo Partido dos Trabalhadores. Candidatou-se novamente em 2010, obtendo a primeira suplência. Assumiu o cargo no lugar de Luiz Sérgio, que foi nomeado ministro-chefe das Secretaria de Relações Institucionais e posteriormente ministro da Pesca e Aquicultura.
Nas eleições de 2014, foi reeleito com mais de 52 mil votos. Nesta legislatura, foi vice-líder do PT e em 2016, assumiu a presidência da Comissão de Cultura, na época em que foi proposto pelo governo de Michel Temer a extinção do Ministério da Cultura. O plenário da Comissão foi palco de intensas audiências, manifestações e mobilizações que culminaram na permanência da pasta.
Votou contra o impeachment da Presidente Dilma Rousseff e a favor da cassação do mandato do ex-presidente da Câmara Eduardo Cunha, votou duas vezes favorável à abertura de investigações ao presidente Temer, foi contra a reforma trabalhista de 2017, a PEC do Teto de Gastos e a proposta de terceirização. 
Deixou o PT em 2018 e ingressou no Partido Democrático Trabalhista. Está na lista dos 100 deputados mais influentes da Câmara dos Deputados em 2018, segundo votação do site Congresso em Foco. Nas eleições de 2018 foi reeleito com mais de 28 mil votos, para seu quarto mandato representando o Rio de Janeiro, tornando-se durante o mandato um dos vice-lideres da oposição ao governo do Presidente Jair Bolsonaro na Câmara dos Deputados.
Foi novamente candidato a deputado federal nas eleições de 2022, mas obteve 22.782 votos e não conseguiu se reeleger. Após terminar o mandato, assumiu a Secretaria Especial de Assuntos Parlamentares e Federativos do Ministério da Saúde.